# Partito Ecologico-Democratico
Il Partito Ecologico-Democratico (in tedesco: Ökologisch-Demokratische Partei, ÖDP) è un partito politico ecologista e conservatore tedesco.

## Storia
L'ÖDP nacque nel 1982 da una scissione dell'ala più moderata e conservatrice dei Verdi tedeschi.
Su temi come l'ambiente e il commercio, le posizioni dell'ÖDP sono simili a quelle dei Verdi tradizionali, tuttavia il partito ha assunto posizioni differenti su altri temi come l'immigrazione, la restrizione dei poteri statali nel campo della giustizia penale, i diritti degli omosessuali ed il femminismo, seguendo una linea politica più conservatrice.
L'ÖDP è stato uno dei primi partiti a sostenere (fin dal 1989) l'istituzione di una Ecotax, idea che fu poi perseguita dal governo di coalizione fra SPD e Verdi nel 1998.
Il Partito Ecologico-Democratico ha collaborato con il Partito delle Famiglie di Germania dal 2004 fino al 2006, anno in cui il Familien-partei affermò di non avere intenzione di fondersi con l'ÖDP, sancendo così la fine della collaborazione tra i due partiti.
Alle elezioni europee del 2014 il partito ha ottenuto lo 0,64% dei voti ed un seggio al Parlamento europeo, grazie all'abolizione delle soglie di sbarramento da parte della Corte Costituzionale Federale tedesca. L'europarlamentare dell'ÖDP, Klaus Buchner, si è iscritto come indipendente al gruppo I Verdi/Alleanza Libera Europea. Anche a seguito delle elezioni europee del 2019 il partito ha ottenuto un seggio all'Eurocamera.

## Risultati elettorali
| Elezione      | Voti    | %    | Seggi   |
| ------------- | ------- | ---- | ------- |
| Federali 1983 | 11.028  | 0,03 | 0 / 519 |
| Europee 1984  | 77.026  | 0,31 | 0 / 81  |
| Federali 1987 | 40.765  | 0,11 | 0 / 519 |
| Europee 1989  | 184.309 | 0,65 | 0 / 81  |
| Federali 1990 | 205.206 | 0,44 | 0 / 662 |
| Europee 1994  | 273.776 | 0,77 | 0 / 99  |
| Federali 1994 | 183.715 | 0,39 | 0 / 672 |
| Federali 1998 | 98.257  | 0,20 | 0 / 669 |
| Europee 1999  | 100.048 | 0,37 | 0 / 99  |
| Federali 2002 | 56.898  | 0,12 | 0 / 603 |
| Europee 2004  | 145.537 | 0,56 | 0 / 99  |
| Federali 2005 | N.D.    | N.D. | N.D.    |
| Europee 2009  | 134.893 | 0,51 | 0 / 99  |
| Federali 2009 | 132.249 | 0,30 | 0 / 622 |
| Federali 2013 | 127.088 | 0,29 | 0 / 631 |
| Europee 2014  | 185.244 | 0,63 | 1 / 96  |
| Federali 2017 | 144.809 | 0,30 | 0 / 709 |
| Europee 2019  | 370.006 | 0,99 | 1 / 96  |